# タイラー・コーエン

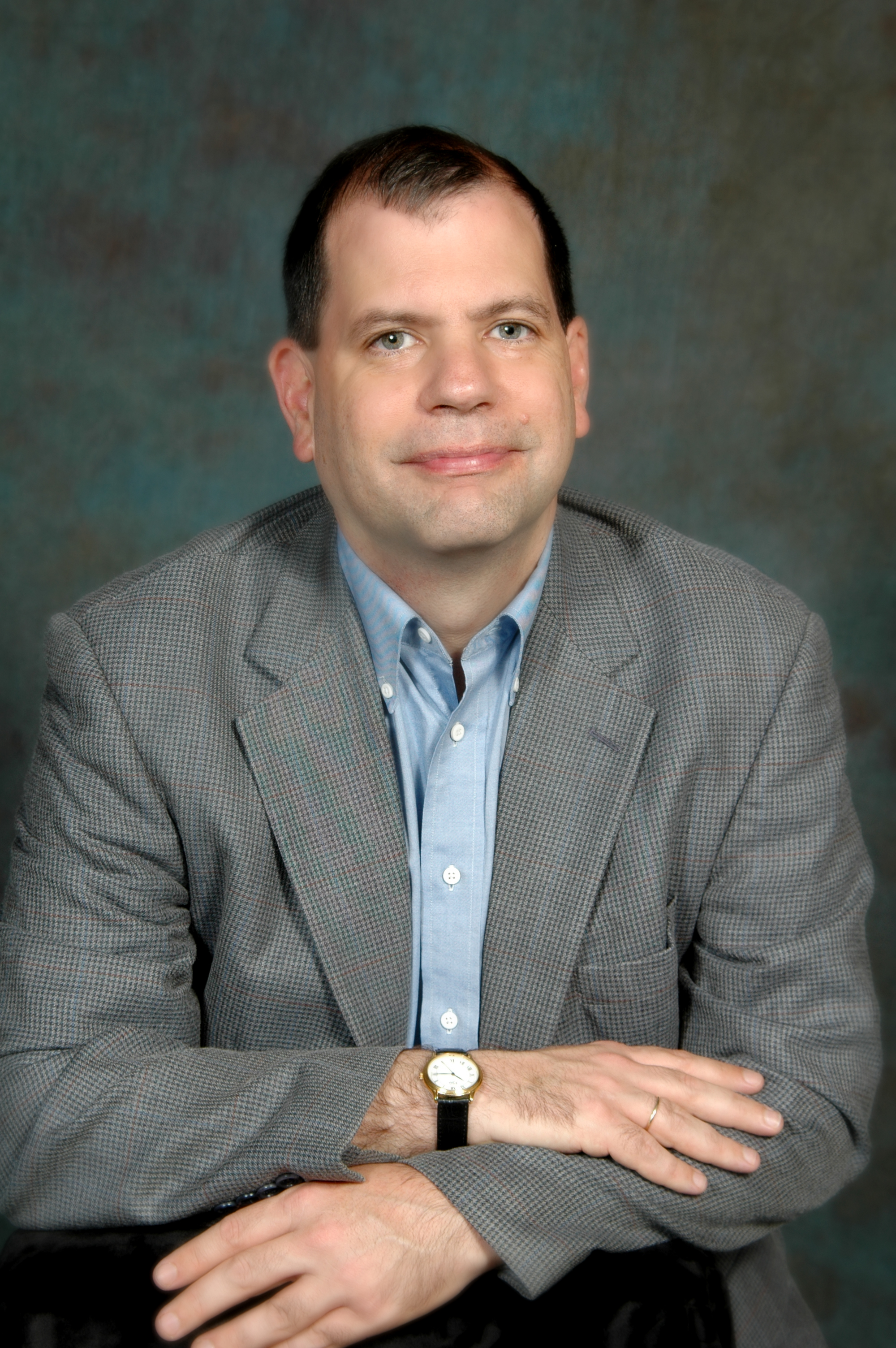
タイラー・コーエン

タイラー・コーエン（Tyler Cowen, 1962年1月21日 - ）は、アメリカ合衆国の経済学者、研究者、ライター。ジョージ・メイソン大学の経済学教授としてホルバート・C・ハリス・チェアの座に就いており、アレックス・タバロックとともにブログサイト「Marginal Revolution」を運営している。現在、ニューヨーク・タイムズにEconomics Sceneを連載しており、The New RepublicやThe Wilson Quarterlyなどの雑誌にも寄稿している。ジョージ・メイソン大学のMercatus Centerの総合所長でもある。2011年2月にThe Economistが実施したアンケートにおいて過去10年間で最も影響力のある経済学者の一人としてノミネートされる とともに、「あらゆるものに市場が存在することを見出した」業績を称えて2011年のForeign Policy誌が選ぶ「世界の思想家トップ100」にランクインを果たしている。

## 教育
1983年にジョージ・メイソン大学を卒業し、1987年にハーバード大学で経済学のPh.D.を取得した。ハーバード大学では2005年にノーベル経済学賞を受賞したゲーム理論家でハーバード大学の教授であるトーマス・シェリングに指導を受けた。

## エピソード
- 15歳の時に史上最年少でニュージャージー州のチェスチャンピオンに輝いている（ただし、史上最年少記録は2006年に破られることになった）[4][5]。

## 著書
- Explorations in the New Monetary Economics（Randall Krosznerと共著、1994年、日本語訳未公刊）
- Markets in the Firm: A Market-Process Approach to Management（David Parkerと共著、1997年、日本語訳未公刊）
- Risk and Business Cycles（1998年、日本語訳未公刊）
- In Praise of Commercial Culture（1998年、日本語訳未公刊）
- What Price Fame?（2000年、日本語訳未公刊）
- Creative Destruction: How Globalization is Changing the World's Cultures, 2002年
  - 『創造的破壊～グローバル文化経済学とコンテンツ産業』（2011年, 作品社　ISBN 978-4-8618-2334-3）
- Markets and Cultural Voices: Liberty vs. Power in The Lives of Mexican Amate Painters（2005年、日本語訳未公刊）
- Good and Plenty: The Creative Successes of American Arts Funding, 2006年
  - 『アメリカはアートをどのように支援してきたか～芸術文化支援の創造的成功』（2013年、ミネルヴァ書房　ISBN 978-4-6230-6683-4）
- Discover Your Inner Economist: Use Incentives to Fall in Love, Survive Your Next Meeting, and Motivate Your Dentist, 2007年
  - 『インセンティブ～自分と世界をうまく動かす』（2009年、日経BP　ISBN 978-4-8222-4774-4）
- Create Your Own Economy: The Path to Prosperity in a Disordered World（2009年）
  - ペーパーバック版はThe Age of the Infovore: Succeeding in the Information Economy（2010年）と改題
  - 『フレーミング～「自分の経済学」で幸福を切りとる』（2011年、日経BP　ISBN 978-4-8222-4864-2）
- Modern Principles of Economics / Modern Principles: Microeconomics / Modern Principles: Macroeconomics（Alex Tabarrokと共著、2009年、日本語訳未公刊）
  - 2nd edition、2013年
  - 3rd edition、2015年
  - 4th edition、2018年
- The Great Stagnation: How America Ate All the Low-Hanging Fruit of Modern History, Got Sick, and Will(Eventually) Feel Better, 2011年 
  - 『大停滞』（2011年、NTT出版　ISBN 978-4-7571-2280-2）
- An Economist Gets Lunch: New Rules for Everyday Foodies, 2012年
  - 『エコノミストの昼ごはん〜コーエン教授のグルメ経済学』（2015年、作品社　ISBN 978-4-86182-559-0）
- Average Is Over: Powering America Beyond the Age of the Great Stagnation, 2013年
  - 『大格差～機械の知能は仕事と所得をどう変えるか』（2014年、NTT出版　ISBN 978-4-7571-2326-7）
- The Complacent Class: The Self-Defeating Quest for the American Dream, 2017年
  - 『大分断〜格差と停滞を生んだ「現状満足階級」の実像』（2019年、NTT出版　ISBN 978-4-7571-2363-2）
- Stubborn attachments: a vision for a society of free, prosperous, and responsible individuals（2018年、日本語訳未公刊）
- Big Business: A Love Letter to an American Anti-Hero（2019年、日本語訳未公刊）

## 編著
- The Theory of Market Failure: A Critical Examination（1988年、日本語訳未公刊）（後にPublic Goods and Market Failures: A Critical Examinationに改題、1992年。こちらも日本語訳未公刊）
- Economic Welfare（2000年、日本語訳未公刊）
- Market Failure or Success: The New Debate（2003年、日本語訳未公刊）